# 青草崙
青草崙，是臺灣臺南市安南區的一個傳統地域名稱，位於該區西北部。相較於今日行政區，其範圍大致包括城西里北端、青草里不含北部及南部、砂崙里南半部、學東里西南部、城東里北半部、城南里北端，以及七股區十份里南端。

## 歷史
臺灣日治初期，青草崙地區為一（舊制）街庄，稱為「青草崙庄」，隸屬於西港仔堡。昔日該庄北與十份塭庄為鄰，東隔曾文溪下游主流鹿耳門溪與學甲藔庄為界，南邊為土城仔庄，西邊臨臺灣海峽。
1901年（日治明治三十四年）11月，全臺廢縣廳改設二十廳，該庄隸屬於鹽水港廳。1903年（明治三十六年）6月，該庄編入「塭仔內區」，隸屬於鹽水港廳。1909年（明治四十二年）10月，合併二十廳為十二廳，塭仔內區改隸屬於臺南廳。1920年（大正九年），全臺地方制度大改正，廢十二廳改設五州二廳，該庄改制為「青草崙」大字，隸屬於臺南州北門郡七股庄（新制街庄）。1938年（昭和十三年）4月，土城子、青草崙兩大字改隸屬於新豐郡安順庄。
戰後安順庄改制為安順鄉，隸屬於臺南縣，大字亦改制為村。1946年3月10日安順鄉併入省轄市臺南市，並改名為安南區，村亦改制為里。2010年12月25日，臺南縣市合併，安南區隸屬於新成立的直轄市臺南市。

## 聚落
本地區發展較早的聚落有青草崙、砂崙腳等，在日治期初期的官方地圖上已有記載。此外，本地區尚有溪埔、什份塭、下十份塭、塭底等聚落。

## 交通
省道台17線又稱「西部濱海公路」，是臺中市清水區甲南至屏東縣枋寮鄉水底寮的幹道，經過本地區東南端。由該道向北微東可前往七股區、將軍區、北門區、嘉義縣布袋鎮等地；向南可前往安南區中西部、臺南市市區、高雄市茄萣區、湖內區西南端等地。

## 學校
- 青草國小